# Йохан I (Лимбург)
Йохан I фон Лимбург (на немски: Johann I von Limburg, „Der blinde Herr“; * 1266; † 29 септември 1312, Лимбург на Лан) е граф на Изенбург-Лимбург от 1289 г. и господар на Лимбург на Лан и околните села (1355 – 1365).

## Биография
Той е най-възрастният син на граф Герлах I, господар на Лимбург и Щаден († януари 1289) и съпругата му Имагина фон Близкастел († 1281), дъщеря на граф Хайнрих фон Близкастел († 1237) и Агнес фон Сайн († 1259). Сестра му Имагина е омъжена за по-късния немски крал Адолф фон Насау.
След смъртта на баща му във военен поход на крал Рудолф I фон Хабсбург Йохан поема господството Лимбург. Той се разбира много добре със своя зет Адолф от Насау, който става кръстник на децата му. След избора на Адолф за крал Йохан става негов съветник. В Лимбург строи църква, основава манастир и болница.
Умира на 29 септември 1312 г. и е погребан във францисканската църква в Лимбург.

## Фамилия
Първи брак: с Елизабет фон Геролдсек (* 1268, † сл. 1285), дъщеря на граф Хайнрих I фон Геролдсек-Велденц († 1296/1298) и Елизабет фон Лихтенберг († сл. 1270). С нея има вероятно децата:
- Елизабет († пр. 1347), омъжена I. ок. 1303 г. за Улрих I фон Бикенбах († 1339); II. ок. 24 юни 1340 г. за граф Йохан II фон Катценелнбоген (ок. 1303 – 1357)
- Лиза († 1328), омъжена пр. 1300 г. за граф Хайнрих III фон Золмс-Бургзолмс-Спонхайм (1266 – 1314)

Втори брак: на 25 август 1292 г. с Уда фон Равенсберг (* 1268/1276, † 25 юни 1313), дъщеря на граф Ото III фон Равенсберг († 1306) и Хедвиг фон Липе († 1315). Те имат децата:
- Герлах II фон Лимбург „Стари“ († 1355)
- Йохан († сл. 1379), дякон в Обервезел (1373 – 1379)
- Юта († сл. 1335), омъжена за граф Фридрих VI фон Лайнинген (ок. 1294 – 1342)
- Мена (Мария) († сл. 1349), абатиса в манастир Алтенберг при Вецлар (1343 – 1349)
- Имагина († 1337/1343), омъжена I. пр. 1302 г. за граф Улрих фон Труендинген († 1310/1311), II. пр. 14 август 1332 г. за граф Лудвиг VIII фон Йотинген († 1378)